# Tanaorhinus unipuncta
Tanaorhinus unipuncta är en fjärilsart som beskrevs av W. Warren 1899. Tanaorhinus unipuncta ingår i släktet Tanaorhinus och familjen mätare. Inga underarter finns listade i Catalogue of Life.